# 아다치 슈토
아다치 슈토(일본어: 安達 秀都, 2004년 7월 15일~)는 일본의 축구 선수이다.

## 구단 경력
그는 2023년 J1리그의 비셀 고베에 입단했다. 2024년 J3리그의 이와테 그루자 모리오카로 이적했다. 2025년 더스파 군마로 이적했다.